# 梁鸿
梁鸿（约26年—？），字伯鸾，扶风平陵（今陕西咸阳）人，东汉诗人、隐士。

## 生平
梁鸿的父亲梁让，王莽当朝时為城门校尉，寓居在北地郡，后死于此。当时梁鸿尚幼，又逢乱世，只得卷席而葬之。
东汉初入太学，梁鸿注重节操、饱读群书，却从不著述。学毕后，在上林苑放猪为生。曾经不慎失火，梁鸿就寻访到受灾人家，欲以其全部的猪拿来做赔偿，主人还认为太少，梁鸿就给他们做杂务。那家邻居的老人们看出梁鸿不是一般人，都责怪主人，赞扬梁鸿忠厚老实。从此主人才敬佩梁鸿，把猪全部还给梁鸿，梁鸿不受而回乡。后听闻同县孟家之女有德无容，其嫁夫“欲得贤如梁伯鸾者”，于是娶之，为其取名孟光，取表字德曜。后与其妻入霸陵山隐居，以耕织为业，咏诗书，弹琴以自娱。
漢明帝曾興建北宮，到汉章帝建初五年，梁鸿出函谷关过京城，看見宮殿豪奢，因作《五噫歌》讽刺。汉章帝闻知後責備梁鸿，並下诏搜捕，梁鸿遂改姓运期，改名为耀。后梁鸿南逃至吴，依附世家望族皋伯通，为其佣耕。东家见孟光进食不敢仰视梁鸿，举起盘子高得与自己的眉毛平齐，「举案齐眉」，认为妻对夫如此敬重，绝非平常佣工，乃以礼相待。从而梁鸿得以闭门著书十余篇。梁鸿死后，伯通将其葬在吴要离墓旁，吴地的乡里人都认为“要离烈士，而伯鸾清高，可令相近”。葬后，其妻子回到老家扶风。

## 著作
梁诗仅存三首，载于《后汉书》，即《五噫歌》、《适吴诗》、《思友诗》。从形式看仍以骚体为主，略有变化。

## 延伸阅读
[在维基数据编辑]
 在维基文库阅读此作者作品
 《後漢書·卷83》，出自范晔《後漢書》
 《東觀漢記》